# Tiểu Hổ Đội
Tiểu Hổ Đội (tiếng Anh: The Little Tigers; chữ Hán: 小虎隊), gồm ba thành viên Ngô Kỳ Long, Trần Chí Bằng và Tô Hữu Bằng, là ban nhạc nổi tiếng của Đài Loan cuối thập kỉ 80, đầu thập kỉ 90.

## Sơ lược quá trình hoạt động
Tháng 7/1988, công ty đĩa nhạc Khai Lợi cho ra mắt chương trình "电视新春争霸战" hướng tới đối tượng là học sinh thanh thiếu niên với nội dung trong sáng, mới mẻ, do ba nữ sinh trong Tiểu Miêu Đội dẫn chương trình. Do tiết mục được đón nhận nhiệt liệt nên sau đó có người thuận tiện đề xuất tuyển thêm ba nam sinh có năng lực làm trợ lý để cân bằng âm dương. Ý tưởng đó được thực hiện, công ty đĩa nhạc Khai Lệ đăng thông báo tuyển ba nam sinh. Trải qua rất nhiều kì sát hạch về biểu diễn vũ đạo cũng như kĩ năng ca hát, các thành viên của Tiểu Hổ Đội cuối cùng cũng được xác định. Họ chính là "Phích lịch hổ" Ngô Kỳ Long, "Tiểu Soái Hổ" Trần Chí Bằng và "Quái Quái Hổ" Tô Hữu Bằng. Không ai ngờ ba chú hổ này có sức hút lớn đối với thanh thiếu niên, vượt qua cả những người dẫn chương trình, thậm chí họ còn được cả người già và trẻ nhỏ yêu thích. Những bài hát của họ cũng nhanh chóng được đón nhận, họ trở thành ban nhạc thiếu niên đầu tiên, và cũng chỉ vài tháng sau trở thành thần tượng của thanh thiếu niên. Những bài hát của Tiểu Hổ Đội không chỉ được đón nhận ở Đài Loan và Hồng Kông mà còn rất được yêu thích ở Đại Lục. Ca khúc "Chuồn chuồn đỏ" của họ cũng lọt vào "Thập đại Kim khúc Long Hổ Bảng thập niên 90" của Đài Loan. Sức hút của Tiểu Hổ Đội vẫn còn rất lớn, nhưng các thành viên của Tiểu Hổ Đội, người cần tập trung vào việc học, người phải nhập ngũ dẫn đến việc ban nhạc tan rã. Tiểu Hổ Đội cho ra đời album thứ sáu, "Tạm biệt", sau đó tạm thời ngừng biểu diễn. Trong tiếng hát, họ gửi gắm đến những người hâm mộ "Hãy tin tưởng rằng ngày mai chúng tôi nhất định có thể gặp lại..." Nhưng sau này, doanh số album được thực hiện khi tái hợp "Ánh sao vẫn tỏa sáng" không được tốt, cơ bản từ đây tan rã.

## Các album đã phát hành
| Ngày phát hành | Công ty phát hành  | Tên album                                         | Các bài hát có trong album          |
| -------------- | ------------------ | ------------------------------------------------- | ----------------------------------- |
| 01/1989        | Hãng đĩa Cổn Thạch | Năm mới vui vẻ 新年快乐                           | 01. 新年快乐                        |
| 01/1989        | Hãng đĩa Cổn Thạch | Năm mới vui vẻ 新年快乐                           | 02. 青萍果乐园                      |
| 01/1989        | Hãng đĩa Cổn Thạch | Năm mới vui vẻ 新年快乐                           | 03. 在雨中走过                      |
| 01/1989        | Hãng đĩa Cổn Thạch | Năm mới vui vẻ 新年快乐                           | 04. 和你走在阳光下                  |
| 01/1989        | Hãng đĩa Cổn Thạch | Năm mới vui vẻ 新年快乐                           | 05. 彩色天空彩色梦                  |
| 01/1989        | Hãng đĩa Cổn Thạch | Năm mới vui vẻ 新年快乐                           | 06. 滴答我的爱                      |
| 01/1989        | Hãng đĩa Cổn Thạch | Năm mới vui vẻ 新年快乐                           | 07. 我要恋爱                        |
| 01/1989        | Hãng đĩa Cổn Thạch | Năm mới vui vẻ 新年快乐                           | 08. 偶然                            |
| 01/1989        | Hãng đĩa Cổn Thạch | Năm mới vui vẻ 新年快乐                           | 09. 你是幼稚的情人                  |
| 04/1989        | Hãng đĩa Cổn Thạch | Tiêu dao du 逍遥游                                | 01. 逍遥游                          |
| 04/1989        | Hãng đĩa Cổn Thạch | Tiêu dao du 逍遥游                                | 02. 燃烧青春火                      |
| 04/1989        | Hãng đĩa Cổn Thạch | Tiêu dao du 逍遥游                                | 03. 你的眼睛不着雨                  |
| 04/1989        | Hãng đĩa Cổn Thạch | Tiêu dao du 逍遥游                                | 04. 爱情变化球                      |
| 04/1989        | Hãng đĩa Cổn Thạch | Tiêu dao du 逍遥游                                | 05. 季节改变                        |
| 04/1989        | Hãng đĩa Cổn Thạch | Tiêu dao du 逍遥游                                | 06. 今天看我                        |
| 04/1989        | Hãng đĩa Cổn Thạch | Tiêu dao du 逍遥游                                | 07. 我的爱正年轻                    |
| 04/1989        | Hãng đĩa Cổn Thạch | Tiêu dao du 逍遥游                                | 08. 探险风筝                        |
| 04/1989        | Hãng đĩa Cổn Thạch | Tiêu dao du 逍遥游                                | 09. 星星宝贝                        |
| 04/1989        | Hãng đĩa Cổn Thạch | Tiêu dao du 逍遥游                                | 10. 今天看我(音乐)                  |
| 09/1989        | Hãng đĩa Cổn Thạch | Con trai không khóc 男孩不哭                      | 01. 男孩不哭                        |
| 09/1989        | Hãng đĩa Cổn Thạch | Con trai không khóc 男孩不哭                      | 02. 热雷雨                          |
| 09/1989        | Hãng đĩa Cổn Thạch | Con trai không khóc 男孩不哭                      | 03. 嘿!你写日记吗                   |
| 09/1989        | Hãng đĩa Cổn Thạch | Con trai không khóc 男孩不哭                      | 04. 做我的新舞伴口吧                |
| 09/1989        | Hãng đĩa Cổn Thạch | Con trai không khóc 男孩不哭                      | 05. 我的烦恼                        |
| 09/1989        | Hãng đĩa Cổn Thạch | Con trai không khóc 男孩不哭                      | 06. 年轻的英雄                      |
| 09/1989        | Hãng đĩa Cổn Thạch | Con trai không khóc 男孩不哭                      | 07. 改变你                          |
| 09/1989        | Hãng đĩa Cổn Thạch | Con trai không khóc 男孩不哭                      | 08. 我想先离开                      |
| 09/1989        | Hãng đĩa Cổn Thạch | Con trai không khóc 男孩不哭                      | 09. 砂丘魔堡                        |
| 09/1989        | Hãng đĩa Cổn Thạch | Con trai không khóc 男孩不哭                      | 10. 男孩不哭(音乐)                  |
| 09/1990        | Hãng đĩa Cổn Thạch | Cuộc hẹn các vì sao 星星的约会                    | 01. 星星的约会                      |
| 09/1990        | Hãng đĩa Cổn Thạch | Cuộc hẹn các vì sao 星星的约会                    | 02. 叫你一声my love                 |
| 09/1990        | Hãng đĩa Cổn Thạch | Cuộc hẹn các vì sao 星星的约会                    | 03. 最想你的时候                    |
| 09/1990        | Hãng đĩa Cổn Thạch | Cuộc hẹn các vì sao 星星的约会                    | 04. 唱我最爱的歌给你听              |
| 09/1990        | Hãng đĩa Cổn Thạch | Cuộc hẹn các vì sao 星星的约会                    | 05. 发动我的青春                    |
| 09/1990        | Hãng đĩa Cổn Thạch | Cuộc hẹn các vì sao 星星的约会                    | 06. 爱我就跟我走                    |
| 09/1990        | Hãng đĩa Cổn Thạch | Cuộc hẹn các vì sao 星星的约会                    | 07. 青春期的故事                    |
| 09/1990        | Hãng đĩa Cổn Thạch | Cuộc hẹn các vì sao 星星的约会                    | 08. 你的笑容是我温暖的所有          |
| 09/1990        | Hãng đĩa Cổn Thạch | Cuộc hẹn các vì sao 星星的约会                    | 09. 让我送你回家                    |
| 09/1990        | Hãng đĩa Cổn Thạch | Cuộc hẹn các vì sao 星星的约会                    | 10. 不要让眼泪流在心里面            |
| 12/1990        | Hãng đĩa Cổn Thạch | Chuồn chuồn đỏ 红蜻蜓                             | 01. 红蜻蜓                          |
| 12/1990        | Hãng đĩa Cổn Thạch | Chuồn chuồn đỏ 红蜻蜓                             | 02. 打开你的门                      |
| 12/1990        | Hãng đĩa Cổn Thạch | Chuồn chuồn đỏ 红蜻蜓                             | 03. 最爱你哭泣时候的眼睛            |
| 12/1990        | Hãng đĩa Cổn Thạch | Chuồn chuồn đỏ 红蜻蜓                             | 04. 我的舞伴名字叫做风              |
| 12/1990        | Hãng đĩa Cổn Thạch | Chuồn chuồn đỏ 红蜻蜓                             | 05. 让我牵着你的手                  |
| 12/1990        | Hãng đĩa Cổn Thạch | Chuồn chuồn đỏ 红蜻蜓                             | 06. 游侠儿                          |
| 12/1990        | Hãng đĩa Cổn Thạch | Chuồn chuồn đỏ 红蜻蜓                             | 07. 周末嘉年华                      |
| 12/1990        | Hãng đĩa Cổn Thạch | Chuồn chuồn đỏ 红蜻蜓                             | 08. 为了你我会做到                  |
| 12/1990        | Hãng đĩa Cổn Thạch | Chuồn chuồn đỏ 红蜻蜓                             | 09. 没有做不到的事                  |
| 12/1990        | Hãng đĩa Cổn Thạch | Chuồn chuồn đỏ 红蜻蜓                             | 10. 骊歌                            |
| 12/1990        | Hãng đĩa Cổn Thạch | Chuồn chuồn đỏ 红蜻蜓                             | 11. 骊歌(儿童合唱版)                |
| 8/1991         | Âm nhạc Hoa Nạp    | Yêu 爱                                            | 01. 爱                              |
| 8/1991         | Âm nhạc Hoa Nạp    | Yêu 爱                                            | 02. 天天想我                        |
| 8/1991         | Âm nhạc Hoa Nạp    | Yêu 爱                                            | 03. 从今天起                        |
| 8/1991         | Âm nhạc Hoa Nạp    | Yêu 爱                                            | 04. 让爱跟着青春走                  |
| 8/1991         | Âm nhạc Hoa Nạp    | Yêu 爱                                            | 05. 是我伤了你的心                  |
| 8/1991         | Âm nhạc Hoa Nạp    | Yêu 爱                                            | 06. 爱                              |
| 8/1991         | Âm nhạc Hoa Nạp    | Yêu 爱                                            | 07. 为梦想找一个家                  |
| 8/1991         | Âm nhạc Hoa Nạp    | Yêu 爱                                            | 08. 我爱你到永远                    |
| 8/1991         | Âm nhạc Hoa Nạp    | Yêu 爱                                            | 09. 青春狂想曲                      |
| 8/1991         | Âm nhạc Hoa Nạp    | Yêu 爱                                            | 10. 属于我属于你                    |
| 8/1991         | Âm nhạc Hoa Nạp    | Yêu 爱                                            | 11. 蝴蝶飞呀 (演奏版)               |
| 12/1991        | Hãng đĩa Cổn Thạch | Tạm biệt 再见                                     | 01. 再见                            |
| 12/1991        | Hãng đĩa Cổn Thạch | Tạm biệt 再见                                     | 02. 不要难过                        |
| 12/1991        | Hãng đĩa Cổn Thạch | Tạm biệt 再见                                     | 03. 把心给你                        |
| 12/1991        | Hãng đĩa Cổn Thạch | Tạm biệt 再见                                     | 04. Say Good-bay My Friend          |
| 12/1991        | Hãng đĩa Cổn Thạch | Tạm biệt 再见                                     | 05. 我要对你说谢谢                  |
| 12/1991        | Hãng đĩa Cổn Thạch | Tạm biệt 再见                                     | 06. 放心去飞                        |
| 12/1991        | Hãng đĩa Cổn Thạch | Tạm biệt 再见                                     | 07. 思念就像一首歌                  |
| 12/1991        | Hãng đĩa Cổn Thạch | Tạm biệt 再见                                     | 08. 冷冷的太阳                      |
| 12/1991        | Hãng đĩa Cổn Thạch | Tạm biệt 再见                                     | 09. 未来的战士                      |
| 12/1991        | Hãng đĩa Cổn Thạch | Tạm biệt 再见                                     | 10. 骊歌(说好这一次不掉眼泪)        |
| 12/1992        | Hãng đĩa Cổn Thạch | BEST                                              | 01. 今天看我小虎队                  |
| 12/1992        | Hãng đĩa Cổn Thạch | BEST                                              | 02. 青萍果乐园                      |
| 12/1992        | Hãng đĩa Cổn Thạch | BEST                                              | 03. 逍遥游                          |
| 12/1992        | Hãng đĩa Cổn Thạch | BEST                                              | 04. 男孩不哭                        |
| 12/1992        | Hãng đĩa Cổn Thạch | BEST                                              | 05. 红蜻蜓                          |
| 12/1992        | Hãng đĩa Cổn Thạch | BEST                                              | 06. 星星的约会                      |
| 12/1992        | Hãng đĩa Cổn Thạch | BEST                                              | 07. 爱                              |
| 12/1992        | Hãng đĩa Cổn Thạch | BEST                                              | 08. 再见                            |
| 12/1992        | Hãng đĩa Cổn Thạch | BEST                                              | 09. 骊歌Ⅲ(Farewell Version)         |
| 12/1992        | Hãng đĩa Cổn Thạch | BEST                                              | 10. 永远的小虎队                    |
| 12/1993        | Hãng đĩa Cổn Thạch | Ánh sao vẫn tỏa sáng 星光依旧灿烂                 | 01. 星光依旧灿烂                    |
| 12/1993        | Hãng đĩa Cổn Thạch | Ánh sao vẫn tỏa sáng 星光依旧灿烂                 | 02. 最爱是你                        |
| 12/1993        | Hãng đĩa Cổn Thạch | Ánh sao vẫn tỏa sáng 星光依旧灿烂                 | 03. 意乱情迷                        |
| 12/1993        | Hãng đĩa Cổn Thạch | Ánh sao vẫn tỏa sáng 星光依旧灿烂                 | 04. 我的心你一定看得见              |
| 12/1993        | Hãng đĩa Cổn Thạch | Ánh sao vẫn tỏa sáng 星光依旧灿烂                 | 05. 请不要将眼泪往心里藏            |
| 12/1993        | Hãng đĩa Cổn Thạch | Ánh sao vẫn tỏa sáng 星光依旧灿烂                 | 06. 永远                            |
| 12/1993        | Hãng đĩa Cổn Thạch | Ánh sao vẫn tỏa sáng 星光依旧灿烂                 | 07. 天地一沙鸥                      |
| 12/1993        | Hãng đĩa Cổn Thạch | Ánh sao vẫn tỏa sáng 星光依旧灿烂                 | 08. 好久没有人爱我                  |
| 12/1993        | Hãng đĩa Cổn Thạch | Ánh sao vẫn tỏa sáng 星光依旧灿烂                 | 09. Loving you                      |
| 12/1993        | Hãng đĩa Cổn Thạch | Ánh sao vẫn tỏa sáng 星光依旧灿烂                 | 10. 星光依旧灿烂(音乐)              |
| 12/1994        | Hãng đĩa Cổn Thạch | Cảm giác vui vẻ mãi không phai 快乐的感觉永远一样 | 01. 快乐的感觉永远一样              |
| 12/1994        | Hãng đĩa Cổn Thạch | Cảm giác vui vẻ mãi không phai 快乐的感觉永远一样 | 02. Crazy for you                   |
| 12/1994        | Hãng đĩa Cổn Thạch | Cảm giác vui vẻ mãi không phai 快乐的感觉永远一样 | 03. 爱我吧                          |
| 12/1994        | Hãng đĩa Cổn Thạch | Cảm giác vui vẻ mãi không phai 快乐的感觉永远一样 | 04. 暖暖我的手                      |
| 12/1994        | Hãng đĩa Cổn Thạch | Cảm giác vui vẻ mãi không phai 快乐的感觉永远一样 | 05. 真我                            |
| 12/1994        | Hãng đĩa Cổn Thạch | Cảm giác vui vẻ mãi không phai 快乐的感觉永远一样 | 06. 天堂海                          |
| 12/1994        | Hãng đĩa Cổn Thạch | Cảm giác vui vẻ mãi không phai 快乐的感觉永远一样 | 07. 好聚好散                        |
| 12/1994        | Hãng đĩa Cổn Thạch | Cảm giác vui vẻ mãi không phai 快乐的感觉永远一样 | 08. 冷咖啡                          |
| 12/1994        | Hãng đĩa Cổn Thạch | Cảm giác vui vẻ mãi không phai 快乐的感觉永远一样 | 09. 觉醒                            |
| 12/1994        | Hãng đĩa Cổn Thạch | Cảm giác vui vẻ mãi không phai 快乐的感觉永远一样 | 10. 快乐的感觉永远一样(音乐)        |
| 05/1995        | Hãng đĩa Cổn Thạch | Tự chuốc phiền não 庸人自扰                       | 01. 庸人自扰 样                     |
| 05/1995        | Hãng đĩa Cổn Thạch | Tự chuốc phiền não 庸人自扰                       | 02. 分一点梦给他们                  |
| 05/1995        | Hãng đĩa Cổn Thạch | Tự chuốc phiền não 庸人自扰                       | 03. 深爱着你                        |
| 05/1995        | Hãng đĩa Cổn Thạch | Tự chuốc phiền não 庸人自扰                       | 04. 做你的天                        |
| 05/1995        | Hãng đĩa Cổn Thạch | Tự chuốc phiền não 庸人自扰                       | 05. 如梦初醒                        |
| 05/1995        | Hãng đĩa Cổn Thạch | Tự chuốc phiền não 庸人自扰                       | 06. 难得知心的朋友                  |
| 05/1995        | Hãng đĩa Cổn Thạch | Tự chuốc phiền não 庸人自扰                       | 07. 一生梦一生狂                    |
| 05/1995        | Hãng đĩa Cổn Thạch | Tự chuốc phiền não 庸人自扰                       | 08. 为了爱东奔西走                  |
| 05/1995        | Hãng đĩa Cổn Thạch | Tự chuốc phiền não 庸人自扰                       | 09. 痴心妄想 2                      |
| 05/1995        | Hãng đĩa Cổn Thạch | Tự chuốc phiền não 庸人自扰                       | 10. 庸人自扰(音乐)                  |
| 05/1995        | Hãng đĩa Cổn Thạch | Tự chuốc phiền não 庸人自扰                       | 11. 回到过去                        |
| 05/1996        | Hãng đĩa Cổn Thạch | Live show Rồng bay hổ gầm 虎啸龙腾狂飙演唱会      | 01. 红蜻蜓+蝴蝶飞呀+叫你一声my love |
| 05/1996        | Hãng đĩa Cổn Thạch | Live show Rồng bay hổ gầm 虎啸龙腾狂飙演唱会      | 02. 陈志朋的话                      |
| 05/1996        | Hãng đĩa Cổn Thạch | Live show Rồng bay hổ gầm 虎啸龙腾狂飙演唱会      | 03. 吴奇隆VS苏有朋                  |
| 05/1996        | Hãng đĩa Cổn Thạch | Live show Rồng bay hổ gầm 虎啸龙腾狂飙演唱会      | 04. 记住你的香                      |
| 05/1996        | Hãng đĩa Cổn Thạch | Live show Rồng bay hổ gầm 虎啸龙腾狂飙演唱会      | 05. 想你想疯                        |
| 05/1996        | Hãng đĩa Cổn Thạch | Live show Rồng bay hổ gầm 虎啸龙腾狂飙演唱会      | 06. 意乱情迷+爱到心慌               |
| 05/1996        | Hãng đĩa Cổn Thạch | Live show Rồng bay hổ gầm 虎啸龙腾狂飙演唱会      | 07. 苏有朋的话                      |
| 05/1996        | Hãng đĩa Cổn Thạch | Live show Rồng bay hổ gầm 虎啸龙腾狂飙演唱会      | 08. 我只要你爱我                    |
| 05/1996        | Hãng đĩa Cổn Thạch | Live show Rồng bay hổ gầm 虎啸龙腾狂飙演唱会      | 09.勇气                             |
| 05/1996        | Hãng đĩa Cổn Thạch | Live show Rồng bay hổ gầm 虎啸龙腾狂飙演唱会      | 10. 珍惜                            |
| 05/1996        | Hãng đĩa Cổn Thạch | Live show Rồng bay hổ gầm 虎啸龙腾狂飙演唱会      | 11. 追梦+我相信永远的爱情+追风少年  |
| 05/1996        | Hãng đĩa Cổn Thạch | Live show Rồng bay hổ gầm 虎啸龙腾狂飙演唱会      | 12. 吴奇隆的话                      |
| 05/1996        | Hãng đĩa Cổn Thạch | Live show Rồng bay hổ gầm 虎啸龙腾狂飙演唱会      | 13. 双飞                            |
| 05/1996        | Hãng đĩa Cổn Thạch | Live show Rồng bay hổ gầm 虎啸龙腾狂飙演唱会      | 14. 青萍果乐园+星星的约会           |
| 05/1996        | Hãng đĩa Cổn Thạch | Live show Rồng bay hổ gầm 虎啸龙腾狂飙演唱会      | 15. 爱                              |
| 05/1996        | Hãng đĩa Cổn Thạch | Live show Rồng bay hổ gầm 虎啸龙腾狂飙演唱会      | 16. 小虎队的话                      |
| 05/1996        | Hãng đĩa Cổn Thạch | Live show Rồng bay hổ gầm 虎啸龙腾狂飙演唱会      | 17. 永远                            |
| 05/1996        | Hãng đĩa Cổn Thạch | Live show Rồng bay hổ gầm 虎啸龙腾狂飙演唱会      | 18. 星光依旧灿烂                    |
| 04/2000        | Hãng đĩa BMG       | Tuyển tập chọn lọc Tiểu Hổ Đội 小虎队精选集       | 01. 把心给你                        |
| 04/2000        | Hãng đĩa BMG       | Tuyển tập chọn lọc Tiểu Hổ Đội 小虎队精选集       | 02. 红蜻蜓                          |
| 04/2000        | Hãng đĩa BMG       | Tuyển tập chọn lọc Tiểu Hổ Đội 小虎队精选集       | 03. 蝴蝶飞呀                        |
| 04/2000        | Hãng đĩa BMG       | Tuyển tập chọn lọc Tiểu Hổ Đội 小虎队精选集       | 04. 今天看我小虎队                  |
| 04/2000        | Hãng đĩa BMG       | Tuyển tập chọn lọc Tiểu Hổ Đội 小虎队精选集       | 05. 快乐的感觉永远一样              |
| 04/2000        | Hãng đĩa BMG       | Tuyển tập chọn lọc Tiểu Hổ Đội 小虎队精选集       | 06. 骊歌(儿童合唱版)                |
| 04/2000        | Hãng đĩa BMG       | Tuyển tập chọn lọc Tiểu Hổ Đội 小虎队精选集       | 07. 青苹果乐园                      |
| 04/2000        | Hãng đĩa BMG       | Tuyển tập chọn lọc Tiểu Hổ Đội 小虎队精选集       | 08. 让我牵着你的手                  |
| 04/2000        | Hãng đĩa BMG       | Tuyển tập chọn lọc Tiểu Hổ Đội 小虎队精选集       | 09.为了你我会做到                   |
| 04/2000        | Hãng đĩa BMG       | Tuyển tập chọn lọc Tiểu Hổ Đội 小虎队精选集       | 10. 我的舞伴名字叫做风              |
| 04/2000        | Hãng đĩa BMG       | Tuyển tập chọn lọc Tiểu Hổ Đội 小虎队精选集       | 11. 逍遥游                          |
| 04/2000        | Hãng đĩa BMG       | Tuyển tập chọn lọc Tiểu Hổ Đội 小虎队精选集       | 12. 星光依旧灿烂                    |
| 04/2000        | Hãng đĩa BMG       | Tuyển tập chọn lọc Tiểu Hổ Đội 小虎队精选集       | 13. 星星的约会                      |
| 04/2000        | Hãng đĩa BMG       | Tuyển tập chọn lọc Tiểu Hổ Đội 小虎队精选集       | 14. 庸人自忧                        |
| 04/2000        | Hãng đĩa BMG       | Tuyển tập chọn lọc Tiểu Hổ Đội 小虎队精选集       | 15. 永远的小虎队                    |
| 04/2000        | Hãng đĩa BMG       | Tuyển tập chọn lọc Tiểu Hổ Đội 小虎队精选集       | 16. 再见                            |
| 04/2000        | Hãng đĩa BMG       | Tuyển tập chọn lọc Tiểu Hổ Đội 小虎队精选集       | 17. 周末嘉年华                      |
| 04/2000        | Hãng đĩa BMG       | Tuyển tập chọn lọc Tiểu Hổ Đội 小虎队精选集       | 18. 最爱你哭泣时候的眼睛            |
| 04/2000        | Hãng đĩa BMG       | Tuyển tập chọn lọc Tiểu Hổ Đội 小虎队精选集       | 19. Say good bye my friend          |
| 04/2000        | Hãng đĩa BMG       | Tuyển tập chọn lọc Tiểu Hổ Đội 小虎队精选集       | 20. 把心给你                        |
| 04/2000        | Hãng đĩa BMG       | Tuyển tập chọn lọc Tiểu Hổ Đội 小虎队精选集       | 21. 放心去飞                        |
| 04/2000        | Hãng đĩa BMG       | Tuyển tập chọn lọc Tiểu Hổ Đội 小虎队精选集       | 22. 冷冷的太阳                      |
| 04/2000        | Hãng đĩa BMG       | Tuyển tập chọn lọc Tiểu Hổ Đội 小虎队精选集       | 23. 思念就象一首歌                  |
| 04/2000        | Hãng đĩa BMG       | Tuyển tập chọn lọc Tiểu Hổ Đội 小虎队精选集       | 24. 未来的战士                      |
| 04/2000        | Hãng đĩa BMG       | Tuyển tập chọn lọc Tiểu Hổ Đội 小虎队精选集       | 25. 我要对你说谢谢                  |
| 04/2000        | Hãng đĩa BMG       | Tuyển tập chọn lọc Tiểu Hổ Đội 小虎队精选集       | 26. 叫我一声MY LOVE                 |

## Hoạt động biểu diễn

### Năm 1989
- 1988.07.27 Tiểu Hổ Đội chính thức thành lập, đảm nhiệm vai trò trợ lý chương trình "Thanh Xuân Đại Đối Kháng" của đài Hoa Thị.
- 1989.02 Lần đầu tiên góp giọng trong album của nhóm nhạc Ưu Hoan Phái Đối, trong đó có hai bài hát riêng là Thanh bình quả lạc viên「青苹果乐园」、「彩色天空彩色梦」，và một bài hát chung cùng Ưu Hoan Phái Đối là Năm mới vui vẻ「新年快乐」，nhanh chóng trở thành tâm điểm thu hút của giới trẻ Đài Loan khi đó. doanh số bán ra vượt ngưỡng 25 vạn bản.
- 1989.04 Tại nhà kỉ niệm thành lập nước tổ chức sáng kiến lịch sử Đài Loan Hoạt động ký tên Marathon「马拉松签名活动」thu hút hai vạn người tham gia.
- 1989.05 Phát hành album đầu tiên "Tiêu dao du", liên tục giữ vị trí quán quân trong các bảng xếp hạng âm nhạc. Hai mươi buổi biểu diễn "Tiêu dao, hoá quỹ, Tiểu Hổ Đội"「逍遥、货柜、小虎队」bắt đầu được tổ chức ở khắp các tỉnh thành từ ngày 6/5 tại Đài Trung, đề cao khẩu hiệu "Trọng danh dự, giữ trật tự"「重荣誉、守秩序」.
- 1989.06 Buổi diễn lưu động Xa Tiêu gây quỹ trở về Đài Bắc, lập nên kỉ lục số người tham gia đông nhất, giao thông rối loạn nhất, số nhân viên nhiều nhất, thời gian dài nhất, tiếng hò hét lớn nhất...
- 1989.07 Toàn bộ các phương tiện truyền thông đều sử dụng "Hiện tượng Tiểu Hổ Đội"「小虎队现象」làm chủ đề đặc biệt, phân tích thái độ sùng bái thần tượng của giới trẻ.
- 1989.08 Xuất bản tập sách ảnh (chân dung) đầu tiên của các nam ca sĩ trong nước Cuộc hẹn tại nhiệt đới「约会在热带」。Đài truyền hình Nhật Bản NHK lần đầu đến Đài Loan phỏng vấn Tiểu Hổ Đội. Tạp chí Cuối Tuần「周末」làm tranh châm biếm về tiểu hổ đội, MTV phổ biến tới Trung Quốc Đại Lục。
- 1989.09 Phát hành album thứ hai: Con trai không khóc，Năm 1989 gây chấn động với việc tổ chức hoạt động "Ký tên một vạn người" tại trung tâm Âu Sư Văn Hóa.
- 1989.11 Phát hành quyển lịch màu đầu tiên của nam ca sĩ trong nước.
- 1989.12 Đài truyền hình Nhật Bản NHK thực hiện chương trình Dâng tặng chủ nhân niên đại 90「献给90年代的主人翁」，đến Đài Loan quay những hoạt động đời thường của Tiểu Hổ Đội.

### Năm 1990
- 1990.01 Đoạt giải Kim Khúc đầu tiên - ban nhạc xuất sắc nhất。
- 1990.02 Phát hành album thứ ba "Chuồn chuồn đỏ", đóng quảng cáo công ích đầu tiên về thực phẩm dinh dưỡng. Bộ phim điện ảnh Du Hiệp Nhi khai máy.
- 1990.03 Du Hiệp Nhi ra mắt。
- 1990.04 "Chuồn chuồn đỏ" trở thành đĩa bạch kim đầu tiên của Tiểu Hổ Đội (số lượng phát hành vượt qua một triệu bản).
- 1990.05 Đài truyền hình Nhật Bản Fuji đến Đài Loan phỏng vấn Tiểu Hổ Đội。
- 1990.06 Đóng bộ phim quảng cáo công ích thứ hai「携手共渡交通黑暗期」。Đài truyền hình Nhật Bản NHK lần thứ ba phỏng vấn Tiểu Hổ Đội。
- 1990.09 Phát hành album thứ tư "Cuộc hẹn các vì sao"，Tô Hữu Bằng tạm tời dừng các hoạt động, tập trung vào việc ôn thi Đại học。
- 1990.11 Phích lịch hổ Ngô Kỳ Long cùng Tiểu Soái Hổ Trần Chí Bằng tham gia diễn xuất trong Tiểu Hiệp Long Toàn Phong《小侠龙旋风》。